# Бохолдой
Бохолдой (бур. Бохолдой - призрак) — деревня в Баяндаевском районе Иркутской области России. Входит в состав Люрского муниципального образования. Находится примерно в 9 км к югу от районного центра.

## Население
| 2002 | 2010 | 2011 | 2012 |
| ---- | ---- | ---- | ---- |
| 129  | ↘95  | ↘94  | ↘86  |

По данным Всероссийской переписи, в 2010 году в деревне проживало 95 человек (48 мужчин и 47 женщин).